# Kochpara
Kochpara là một thị trấn thống kê (census town) của quận Kamrup thuộc bang Assam, Ấn Độ.

## Nhân khẩu
Theo điều tra dân số năm 2001 của Ấn Độ, Kochpara có dân số 6028 người. Phái nam chiếm 51% tổng số dân và phái nữ chiếm 49%. Kochpara có tỷ lệ 85% biết đọc biết viết, cao hơn tỷ lệ trung bình toàn quốc là 59,5%: tỷ lệ cho phái nam là 89%, và tỷ lệ cho phái nữ là 81%. Tại Kochpara, 9% dân số nhỏ hơn 6 tuổi.